# Municipio de Foxton
El municipio de Foxton (en inglés: Foxton Township) es un municipio ubicado en el condado de Clark en el estado estadounidense de Dakota del Sur. En el año 2010 tenía una población de 51 habitantes y una densidad poblacional de 0,55 personas por km².

## Geografía
El municipio de Foxton se encuentra ubicado en las coordenadas 44°45′39″N 97°33′11″O / 44.76083, -97.55306. Según la Oficina del Censo de los Estados Unidos, el municipio tiene una superficie total de 92.99 km², de la cual 92,99 km² corresponden a tierra firme y (0 %) 0 km² es agua.

## Demografía
Según el censo de 2010, había 51 personas residiendo en el municipio de Foxton. La densidad de población era de 0,55 hab./km². De los 51 habitantes, el municipio de Foxton estaba compuesto por el 100 % blancos. Del total de la población el 0 % eran hispanos o latinos de cualquier raza.